# Naturschutzgebiet Trockenhänge am Petersberg
Das Naturschutzgebiet Trockenhänge bei Petersberg ist ein Naturschutzgebiet nördlich der Ortschaft Pinnow in Mecklenburg-Vorpommern. Es umfasst ein 44 Hektar großes, aus zwei Teilflächen bestehendes Gebiet auf einer Sanderfläche, die durch die letzte Eiszeit am Maximalvorstoß der Pommerschen Hauptrandlage entstand. Der namensgebende Petersberg befindet sich als 67 Meter messende Erhebung in der westlichen Teilfläche, die sich östlich des Pinnower Sees befindet. Unweit östlich fließt die Warnow in Richtung Norden.
Das Schutzziel des am 7. Juli 1993 ausgewiesenen und im Jahr 1999 verkleinerten Gebietes ist es, einen Trockenstandort mit Magerrasen, Silbergrasfluren, Ginsterheide und einem lichten Kiefern-Eichenwald zu erhalten. Der Zustand des Gebietes wird als gut eingeschätzt. Probleme bereitet die beginnende Verbuschung durch den Anflug von Birken- und Kiefernsamen.
Ein Weg von Pinnow zum Segelflugplatz Petersberg ermöglicht ein Begehen der Flächen. Das Naturschutzgebiet liegt im Naturpark Sternberger Seenland.

## Geschichte
Die beiden Teilflächen liegen in einem Sandergebiet, welches von Vorbeck bis in die südlich liegende Lewitz-Landschaft reicht. Die vom Schmelzwasser der letzten Vereisung aufgespülten Sande erreichen eine Mächtigkeit von bis zu 20 Metern. In der Folgezeit wurden die Flächen von Rinnen durchzogen, so dass sich heute ein reliefreiches Gelände herausgebildet hat.
Menschliche Nutzung zeigt sich auf der Wiebekingschen Karte aus dem Jahr 1786. Die Flächen liegen waldfrei und werden als Acker genutzt. Winterroggen,  Schaf-Schwingel und stellenweise auch Kartoffeln konnten auf den ertragsarmen Böden angebaut werden. Ab den 1960er Jahren lagen die Flächen brach und wurden militärisch genutzt. Ein Teil des Offenlandes wurde und wird mit Schafen beweidet.

## Pflanzen- und Tierwelt
Der nährstoffarme und trockene Boden stellt einen Extremlebensraum dar, den nur wenige Arten nutzen können. Magerrasen und Ginsterheiden finden sich auf den ehemaligen Ackerflächen. Typische Vertreter sind Silbergras, Heidenelke, Silber-Fingerkraut, Kleines Habichtskraut, Sand-Strohblume, Große Fetthenne, Bauernsenf, Berg-Sandknöpfchen, Gemeines Ruchgras und Zittergras.
Von den Waldrändern breiten sich Gehölze, wie Kiefer, Stiel-Eiche und Spätblühende Traubenkirsche aus. Mehr als 500 Schmetterlingsarten wurden im Gebiet nachgewiesen, darunter Queckenspinner, Eulenfalter, Grüner Zipfelfalter, Schwalbenschwanz, C-Falter und Landkärtchenfalter. Blatthornkäfer kommen vor. Typische Brutvögel sind Heidelerche und Neuntöter.